# Henry A. Madi
Henry Anthony Madi (* 12. April 1913; † 8. September 1965 in London) war Geschäftsmann und Politiker in der westafrikanischen britischen Kolonie Gambia.

## Leben
| Parlamentswahl | Stimmen | Stimmanteil |
| -------------- | ------- | ----------- |
| 1951           | 813     | 75,63 %     |
| 1954           | 904     | 58,17 %     |

Madi war Sohn des libanesischen Einwanderers Sarkis Madi (um 1888; † Juli 1962), der 1906 das erfolgreiche Familienunternehmen S. Madi in Bathurst gründete. Er ging auf das Blackrock College in Dublin und kehrte in den 1930ern nach Gambia zurück und arbeitete im Familienunternehmen mit. In den 1950ern wurde das Geschäft um den Verkauf und Raffination von Erdnüssen, sowie Immobilien, Textilien und den Bau von Hotels erweitert. Madi war Anfang der 1950er einer der angesehensten und vermögendsten Männer in Gambia.
Er war von 1948 bis 1964 Mitglied im Groundnut Oilseed Marketing Board (GOMB) und er betätigte sich aktiv in der Politik. Bei den Wahlen für den Legislativen Rat 1951 stellte er sich als parteiloser für den Wahlkreis ‚Kombo St. Mary‘ auf und wurde gewählt. Bei den folgenden Wahlen für den Legislativen Rat 1954 wurde er wiedergewählt. Im Exekutivrat wurde er Ende Oktober 1951 berufen. In den 1960ern trat zu den Wahlen nicht an, war aber Mitglied der Delegation, die eine neue Verfassung in Bathurst (1961) und London (1961 und 1964) ausarbeitete.
Seine Brüder Joseph Madi (1917–2001) und Robert Madi (um 1924–2009) waren in den 1960ern und frühen 1970ern ernannte Mitglieder des Repräsentantenhauses (englisch House of Representatives).
Im Alter von 52 Jahren starb Madi unerwartet auf einer Geschäftsreise im September 1965 in London.